# Can Torrens (Sant Vicenç de Montalt)
Can Torrens és una obra de Sant Vicenç de Montalt (Maresme) inclosa a l'Inventari del Patrimoni Arquitectònic de Catalunya.

## Descripció
Casa amb planta baixa i dues plantes. Es tracta d'una construcció antiga amb intervencions posteriors. A la planta baixa hi ha un portal rodó amb dovelles - amb un relleu a la clau- i una altra obertura -més gran-, també de pedra. Al primer pis hi ha unes finestres que estan tapades disposades a un cos que sobresurt de la façana a la manera d'un boínder. Al segon pis hi ha una galeria coberta per un ràfec de teules que fa de coronament.